# Podnoszenie ciężarów na Letnich Igrzyskach Olimpijskich 1936
Podnoszenie ciężarów na Letnich Igrzyskach Olimpijskich 1936 w Berlinie odbyło się w dniach 2 – 5 sierpnia w hali Deutschlandhalle. W zawodach wzięło udział 80 sztangistów (tylko mężczyzn) z 15 krajów. W tabeli medalowej najlepsi okazali się reprezentanci Egiptu z dwoma złotymi, jednym srebrnym i dwoma brązowymi medalami.

## Galeria

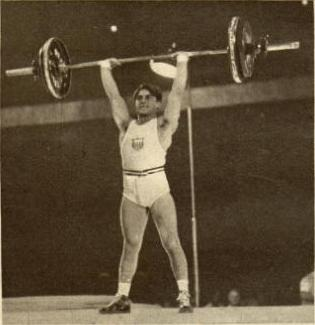
Anthony Terlazzo – mistrz olimpijski w wadze piórkowej
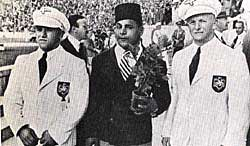
Chadr at-Tuni – mistrz olimpijski w wadze średniej
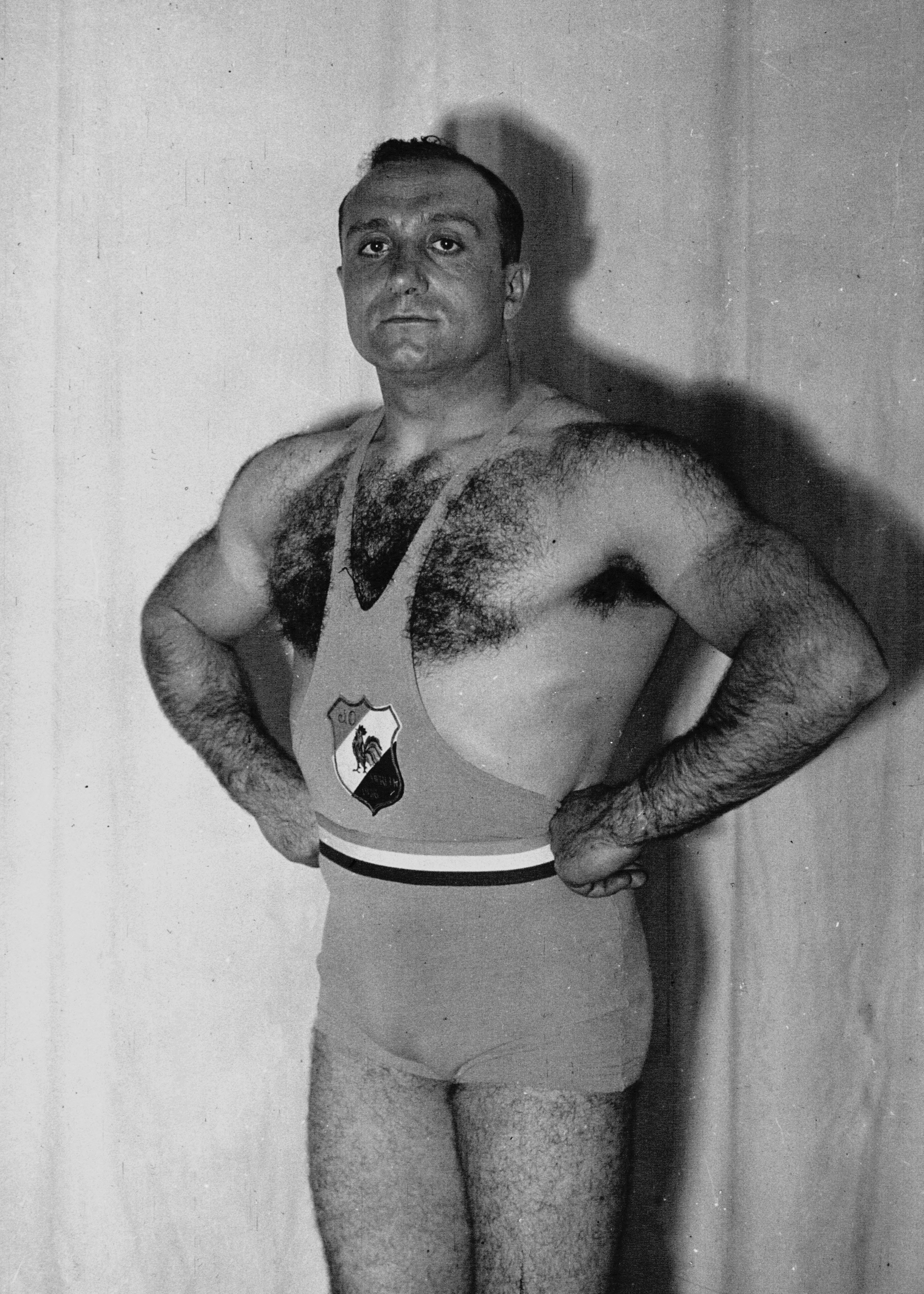
Louis Hostin – mistrz olimpijski w wadze lekkociężkiej
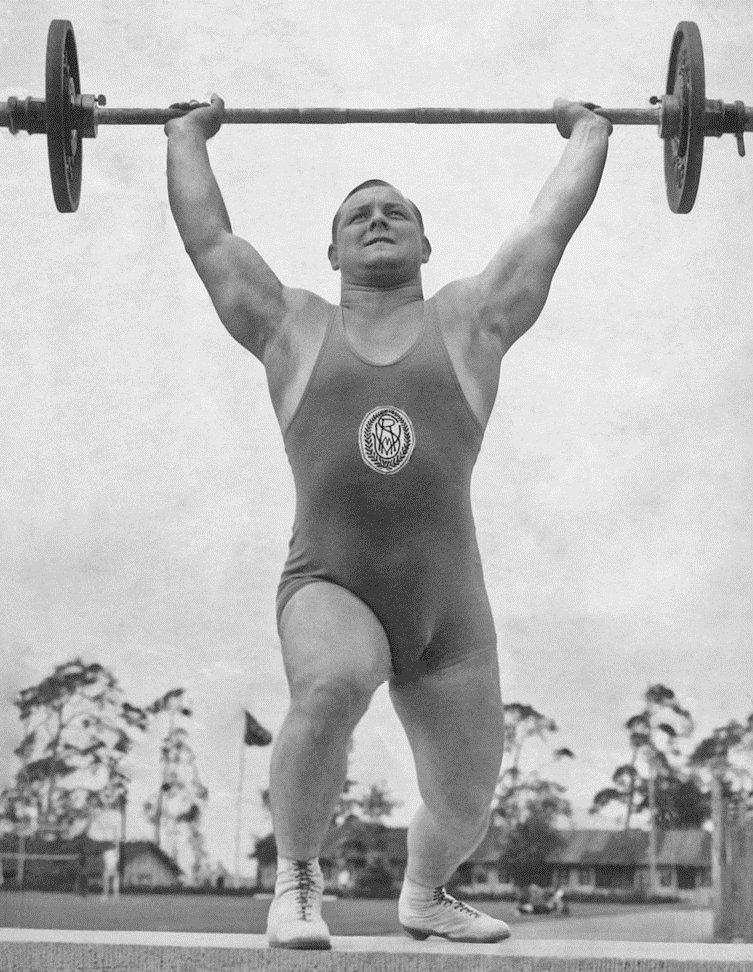
Josef Manger – mistrz olimpijski w wadze ciężkiej

## Medaliści
| Konkurencja | Złoto                    | Wynik    | Srebro          | Wynik    | Brąz           | Wynik    |
| 60 kg       | Anthony Terlazzo         | 312,5 kg | Salih Sulajman  | 305,0 kg | Ibrahim Szams  | 300,0 kg |
| 67,5 kg     | Robert Fein Anwar Misbah | 342,5 kg | –               | –        | Karl Jansen    | 327,5 kg |
| 75 kg       | Chadr at-Tuni            | 387,5 kg | Rudolf Ismayr   | 352,5 kg | Adolf Wagner   | 352,5 kg |
| -82,5 kg    | Louis Hostin             | 372,5 kg | Eugen Deutsch   | 365,0 kg | Ibrahim Wasif  | 360,0 kg |
| +82,5 kg    | Josef Manger             | 410,0 kg | Václav Pšenička | 402,5 kg | Arnold Luhaäär | 400,0 kg |

## Klasyfikacja medalowa
| Klasyfikacja medalowa | Klasyfikacja medalowa | Klasyfikacja medalowa | Klasyfikacja medalowa | Klasyfikacja medalowa | Klasyfikacja medalowa |
| --------------------- | --------------------- | --------------------- | --------------------- | --------------------- | --------------------- |
| Miejsce               | Reprezentacja         | Złoto                 | Srebro                | Brąz                  | Razem                 |
| 1.                    | Królestwo Egiptu      | 2                     | 1                     | 2                     | 5                     |
| 2.                    | III Rzesza            | 1                     | 2                     | 2                     | 5                     |
| 3.                    | Stany Zjednoczone     | 1                     | 0                     | 0                     | 1                     |
| 3.                    | Republika Austriacka  | 1                     | 0                     | 0                     | 1                     |
| 3.                    | Francja               | 1                     | 0                     | 0                     | 1                     |
| 6.                    | Czechosłowacja        | 0                     | 1                     | 0                     | 1                     |
| 7.                    | Estonia               | 0                     | 0                     | 1                     | 1                     |